# Hrvatska umjetnost
Umjetnost u Hrvatskoj je umjetnost na području današnje Republike Hrvatske; umjetnička produkcija Hrvata od ranog srednjeg vijeka do danas.

## Likovna umjetnost
Na prostorima današnje Hrvatske nižu se od davnina mnogi slojevi prapovijesnih kultura čije je formiranje i nestanak vezano uz migracije neidentificiranih etničkih skupina. Najpoznatije su neolitska Starčevačka kultura, eneolitska Vučedolska kultura, te narodi Iliri i Kelti.
Grci iz Sirakuze, 390. pr. Kr., dolaze na Vis (Issa), Hvar (Pharos) i Korčulu (Corcyra Nigra) osnivaju gradove-države i žive podosta izolirano. Obalni gradovi: Tragurion, Salona, Epetion, itd. Ove gradove u 1. st. pr. Kr. osvajaju Rimljani i uvode vojno-ekonomski sustav i, za razliku od Grčke, prožimaju čitav teritorij pretvarajući gradine u gradove i uvode u Europu prvu urbanizaciju (Brijuni, Pula, Trogir, Salona, Varaždin, Sinj, Vid). Najviše cjelovito sačuvanih rimskih spomenika ima u Puli (Pulska arena, Augustov hram, Luk Sergijevaca), a najveći kasnoantički spomenik u Europi je Dioklecijanova palača u Splitu iz oko 300. g.
Hrvati su se početkom 7. st. s Avarima i drugim Slavenima iz sjeverne Europe preselili na jug i naselili krajeve gdje i danas žive. Oni su ubrzo preuzimali antičku kulturu i umjetnost, ali prije svega kršćansku vjeru. Prve crkve su podizane kao kraljevske bogomolje, a kasnoantički utjecaj je bio najjači u Dalmaciji zbog gustoće kasnoantičke urbanizacije. Sve one (desetak većih i stotinjak manjih) građene su od lomljenca, većinom su centralnog tipa (Crkva Sv. Križa) dok su veće (crkva Sv. Spasa) uglavnom uzdužne, jednobrodne ili trobrodne s više polukružnih apsida. Najveća i najsloženija crkva kružne osnove iz 9. st. je crkva sv. Donata u Zadru. Oltarne pregrade i prozori tih crkava bili su ukrašeni prozirnim plitkim vrpčastim ornamentom koji po načinu kako su oblici na njima bili isprepleteni nazivamo pleterom. Ti pleteri su bili živo obojeni (crvenom, modrom i žutom), a kako se slike (koje se spominju u pisanim izvorima, npr. Splitski evanđelistar iz 8. – 11. st.) nisu očuvale, oni su i jedini ostaci starohrvatskog slikarstva. Ponegdje je pleter zamijenjen prizorom s likovima iz Evanđelja (kao u sv. Nedjeljici u Zadru) ili života (kao Hrvatski kralj u Splitu) ili natpisom na hrvatskom pismu - glagoljici(Bašćanska ploča).
U ranoj romanici (11. st.), grade se monumentalni gradovi na obali Jadrana i trobrodne, troapsidalne bazilike, sa stupovima i lukovima arkada, te drvenim stropovima, što ih uza svoje samostane grade benediktinci koji dolaze iz Italije. Zadarska trobrodna katedrala sv. Stošije (13. st.) odlikuje se izvana nizom slijepih galerija na bočnom i glavnom pročelju, gdje ima i veliku rozetu s radijalnim stupićima i trima portalima, dok se unutra smjenjuju snažniji i tanji nosači što podupiru arkade. Najbolji primjeri romaničke skulpture su drvene vratnice Splitske katedrale majstora Buvine i Portal Trogirske katedrale majstora Radovana (1240. g.).
Gotičku fortifikaciju od romaničke razlikuju visoke kule u obliku kvadratne prizme, za razliku od romaničkih i renesansnih okruglih. Najbolje sačuvani takvi primjeri nalaze se u Istri: Hum, Bale, Motovun, ali i na sjeveru - Medvedgrad iznad Zagreba (1260.) ili na jugu - Sokolac u Lici (14. st.) i Dubrovačke zidine. Gotičke su i Zagrebačka katedrala, Franjevačka crkva u Puli (1285.), zvonik splitke katedrale i klaustar franjevačkog samostana u Dubrovniku. Najljepši primjeri gotičkog kiparstva su reljefi od pozlaćenog srebrnog lima na Škrinji sv. Šimuna iz Zadra (1380. majstor iz Milana), zagrebački portal sv. Marka, župne crkve u blizini Gradeca, dok su druga djela rijetka zbog prodora Turaka u 15. st.
Slikarstvo gotike nema mnogo spomenika, najvažnije i najbolje očuvana djela su u Istri, npr. fresko-ciklus Vincenta iz Kastva u Crkvi sv. Marije "na Škriljinah" blizu Berama (1474.). U Zagrebu iz tog doba imamo vrijedne ilumirane rukopise francuskog i bosanskog podrijetla. Najkarakterističniji za našu kulturu viteške Europe je Misal Hrvoja Vukčića-Hrvatinića (1407.), bosanskog vojvode i hercega splitskog. To je djelo uz Hvalov zbornik Splitske izrade – raskošni rukopisi s brojnim minijaturama.
Hrvatska je u 15. i 16. st., kada u Europi cvate Renesansa, bila podijeljena u tri države, sjeverna Hrvatska u austrijskom carstvu, Dalmacija pod Mletačkom Republikom (osim Dubrovačke Republike), a Slavonija pod turskom okupacijom. U takvom ozračju će u južnoj Hrvatskoj (Dalmaciji) procvasti društvena i crkvena arhitektura s jasnim utjecajem talijanske renesanse, ali opet originalna. U takvoj sredini, slobodnoj od dogmi i stege velikih središta, bila je Jurju Dalmatincu, 1441., omogućena gradnja katedrale sv. Jakova u Šibeniku prema vlastitom projektu.
Šibenska katedrala je Nikolu Firentinca je inspirirala za prigradnju kapele bl. Ivana Trogirskog (Ursinija) (1468.) uz trogirsku katedralu, koja je, kao i šibenska katedrala, sastavljena od velikih blokova kamena izrazitom preciznošću. Uz suradnju s Jurjevim učenikom Andrijom Alešijem, Nikola je ostvario neviđeno jedinstveno sklada arhitekture i skulpture prema antičkim uzorima.
U renesansnom slikarstvu Hrvatske najveći doprinos su dali dubrovački slikari Lovro Dobričević, Mihajlo Hamzić i Nikola Božidarević, koji su slikali oltarne triptihe i poliptihe s prvim primjenama portretnosti likova, duboke perspektive, pa i mrtvih priroda. Slikar koji je obilježio talijansku renesansu i bio jedan od začetnika manirizma bio je Julije Klović, zvan i "Michelangelo minijature", učitelj slavnog El Greca.
Tijekom 17. i 18. st. ponovno uklapanje Hrvatske u cjelinu hrvatskih zemalja doprinijelo je bogatoj likovnoj baštini. U sjevernoj Hrvatskoj i ,po oslobođenju, u Slavoniji niču brojna i vrijedna djela barokne umjetnosti – od urbanističkih projekata i velikih utvrda, do crkava, palača, stambenih zgrada i javnih spomenika. Dvije najveće utvrde su Osijek i Slavonski Brod, a najveće razmjere barokne gradnje na jugu doživio je Dubrovnik (Crkva sv. Vlaha, Katedrala, Crkva sv. Ignacija). Najraskošnije ukrašena crkva je svakako crkva sv. Marije Snježne u Belcu (1740.) u kojoj je unutarnji prostor oltara i propovjedaonice, potpuno ispunjen pozlaćenim bogatim skulpturama, oživio slikar Ivan Ranger iz Štajerske, i to baroknom pokrenutošću s plemenitom rokoko lakoćom i optimizmom vedrih boja.  Najveću slavu hrvatskom slikarstvu u Europi pronio je slikar Federiko Benković, dok je najvažnija kiparska djela u hrvatskoj radio jedan Talijan – Francesco Robba.
Romantizam je u Hrvatskoj bio sentimentalan, nježan i umjeren - slika građanskih vrlina štedljivosti, skromnosti i jednostavnosti. Historicizam u Hrvatskoj je obilježen gradnjom tri velika sakralna objekta: monumentalna župna crkva sv. Petra i Pavla u Osijeku (1898.), neoromanička katedrala u Đakovu (K. Roesner i F. Schmidt, 1882.) i neogotička pregradnja zagrebačke katedrale s pocakljenim krovištem i zvonicima od 105 m (Hermann Bollé, 1880-1902.). Historicistički spomenik koji je sažeo sve tri likovne umjetnosti je zgrada bivšeg Ministarstva bogoštovlja i nastave u Zagrebu (H. Bolle 1895.). Uz sobu u pompejanskom stilu i renesansni kabinet, u velikoj neobaroknoj »zlatnoj dvorani« svoje historicističke zidne kompozicije izveli su: Bela Čikoš-Sesija (Pokrštenje Hrvata i Splitski Sabor), Oton Iveković (Susret Kolomana i hrvatskog plemstva), Celestin Medović (Dolazak Hrvata), Vlaho Bukovac (Franjo Josip u Zagrebu) i reljefe Robert Frangeš Mihanović.
Realizamu su se približili slikari Ferdo Quiqerez, Nikola Mašić i kipar Ivan Rendić. Osobit je realizam građanskih portreta Vjekoslava Karasa. Realistični pejzaži su vezani za određeno podneblje, tako su slavonske šume prepoznatljive u djelima osječke škole, dubrovačko područje u djelima Celestina Medovića, a dalmatinske marine kod Mencija Klementa Crnčića.
Hrvatska moderna umjetnost u 20. st. prati događanja na europskoj sceni i daje svoj doprinos na svakom umjetničkom polju.
U keramičarstvu su se istakli Ljerka Njerš, Ivan Tabaković, Ivan Jandrić, Ivan Švertasek, Ivan Mršić, Matija Grgurević i drugi.

## Hrvatska glazba
Najstariji sačuvani relikti glazbene kulture Hrvatske su sakralne provenijencije i odnose se na latinske srednjovjekovne liturgijske rukopisne kodekse s napjevima gregorijanskog korala. Ovi izvori nastaju kontinuirano od 11. stoljeća i dokazuju pripadnost glazbene prakse hrvatskih područja krugu Rimske crkve. Iz razdoblja od 11. do 15. st. sačuvano je stotinjak glazbenih kodeksa i fragmenata.
Različita povijest i kulturno nasljeđe hrvatskih regija u kojima se susreću srednjoeuropska, mediteranska i balkanska kultura, uz međuregionalne utjecaje i razmjene, stvorili su iznimnu raznolikost glazbenog repertoara, stilova izvođenja i folklornih glazbala. Njenu je cjelovitost moguće sagledati tek sažimanjem specifičnih obilježja pojedinih glazbeno-folklornih područja.
Glagoljaško pjevanje sačuvano je usmenom predajom kroz deset stoljeća kao specifična hrvatska sastavnica liturgijskog pjevanja po obredu zapadne crkve, jedinstveno je po poziciji glagoljaštva u organizaciji zapadne crkve kao i po kulturnoj tradiciji tri jezika - crkvenoslavenski, latinski, hrvatski, i tri pisma - glagoljica, bosančica, latinica.
Početkom 15. st. ideje humanizma u Hrvatskoj utječu na promjene u glazbenome životu. Zanimanje za glazbu širi se izvan samostanskih i crkvenih zidina, sve su snažniji utjecaji novih duhovnih strujanja iz srednjoeuropskih i osobito talijanskih gradova. Zbirka Sacrae cantiones (1620.) Ivana Lukačića Šibenčanina vrijedno je svjedočanstvo duhovne glazbe, kakva se izvodila u Splitu, i uopće jedan od najznačajnijih spomenika cjelokupne starije hrvatske glazbe.
Rani uspjeli prilog pretklasičnoj simfoniji i komornoj glazbi dao je u Rimu obrazovan dubrovački plemić Luka Sorkočević, kao i njegov sin Antun, povjesničar i diplomat.
Kao odjek pojave autohtonih glazbenih kultura nacionalnih smjerova u Europi, u Hrvatskoj se tridesetih godina 19. st. javio ilirski pokret, koji, kao književnosti i glazbi namjenjuje osobitu društveno-političku ulogu: formiranje i obranu nacionalne svijesti. U to doba nastaje prva hrvatska nacionalna opera kao i hrvatska himna. Male forme, solo-pjesme i klavirske minijature pojavljuju se razmjerno rano - Ferdo Livadić svoj Notturno u fis-molu za glasovir piše 1822.
Prvo važno razdoblje za hrvatsku operu započinje 1870. dolaskom Ivana pl. Zajca u Zagreb, skladatelja, dirigenta i organizatora koji uspostavlja i profesionalizira ansambl Zagrebačke opere kao i poduku a napose vokalnu u Hrvatskom glazbenom zavodu. Zajc sklada golem opus od preko tisuću skladbi među kojima je najvažnija velika herojska nacionalna opera Nikola Šubić Zrinjski (opera) (1876.) god.
Složenost stilsko estetičkih sjecišta glazbene Moderne s najviše se snage ostvaruje u orkestralnom opusu Blagoja Berse. Taj se odmak zbiva i u novoj osjetljivosti za izvorni glazbeni izričaj naroda, za folklor uz čiju su pomoć moguće stravinskijevske sinteze s tradicijom - briljantno ostvarene u orkestralnom, a osobito glazbeno scenskom opusu Krešimira Baranovića. Počeci Nove hrvatske glazbe obično se vezuju uz 1961. godinu kada se prvi put održava Muzički biennale Zagreb, međunarodni festival suvremene glazbe koji traje i danas. NHG ne treba promatrati samo kao segment u hrvatskoj glazbi koji joj je izborio sukorak sa Svijetom nego ponajprije kao zaokret protiv negativnog nasljeđa koji je nizu hrvatskih skladatelja omogućio pravo izražavanja bez ikakvih ideoloških stega.
Kolijevka jazza na svim ovim prostorima početkom dvadesetih godina bila je u Zagrebu gdje se pojavljuju prvi manji amaterski sastavi.

## Hrvatski film
Film se na hrvatskom tlu pojavio se nešto manje od godinu dana nakon prvih pariških projekcija braće Lumière: 8. listopada 1896. u Zagrebu. Tijekom Drugog svjetskog rata, u Nezavisnoj Državi Hrvatskoj, u okviru državne produkcijske kuće Hrvatski slikopis, pokreće se sustavna proizvodnja namjenskih, uglavnom ideološko-promidžbenih filmova, među kojima određene kreativne dosege postiže dugometražni dokumentarni film Straža na Drini skupine autora, nagrađen na venecijanskom festivalu. Hrvatski slikopis 1944. proizvodi i najstariji sačuvani domaći dugometražni igrani film Lisinski (1944), o istoimenom hrvatskom skladatelju iz sredine 19. stoljeća, kojeg je režirao Oktavijan Miletić.
Po svršetku rata i osnivanju socijalističke Jugoslavije, u Hrvatskoj se intenzivira filmska proizvodnja, a hrvatski autor Vjekoslav Afrić u srpskoj produkciji režira Slavicu (1947.), prvi igrani film nove Jugoslavije. Šezdesete godine, paralelno sa svjetskim strujanjima, donose prodor modernističke poetike koja se na čitavom jugoslavenskom tlu imenuje sintagmom autorski film. Društveno-kritičko usmjerenje i propitivanje kontroverznih mjesta ratne i poratne prošlosti obilježava hrvatski igrani film sedamdesetih i osamdesetih, a najistaknutiji autori su diplomanti praške filmske akademije FAMU. Osamdesetih zaokružen opus, čiji najviši doseg predstavlja Ritam zločina (1981), stvara Zoran Tadić ispreplevši socijalnokritički pristup s metafizičkom sugestijom.
Hrvatska je kinematografija u svijetu najpoznatija po Zagrebačkoj školi crtanog filma, izrasloj na modernističkim, nedisneyjevskim zasadama Vatroslava Mimice, Dušana Vukotića i Vlade Kristla. Na području eksperimentalnog filma hrvatski su filmaši, uz dosege na polju animiranog filma, postigli možda najrelevantnije kreativne rezultate u međunarodnim okvirima. U isto vrijeme i Ante Babaja bavi se sličnim filmskim istraživanjima i intrigantnim kratkometražnim igranim odnosno igrano-eksperimentalnim opusom. Od sedamdesetih godina jaka je i video-art scena.
Slabo poznata na svjetskoj filmskoj mapi, dominantno djelujući u relativno oskudnim produkcijskim uvjetima i na marginama međunarodnih zbivanja, hrvatska kinematografija ipak ulazi u 21. stoljeće s određenim optimizmom.

## Poveznice
- Starohrvatska umjetnost
- Hrvatska moderna umjetnost
- Hrvatska arhitektura
- Povijest hrvatskog kazališta
- Crkvena umjetnost u Hrvatskoj
- Crkvena arhitektura u Hrvatskoj

## Vanjske poveznice
- Prof. dr. sc. S. Botica, Hrvatska umjetnost i kultura  Arhivirana inačica izvorne stranice od 23. svibnja 2009. (Wayback Machine)
- Hrvatska akademija znanosti i umjetnosti
- Pregled pojedinih područja hrvatske umjetnosti kroz prostor i vrijeme